# 4 (Boozoo Bajou)
4 è un album in studio del gruppo dub tedesco Boozoo Bajou, pubblicato nel 2014.

## Tracce
1. Jan Mayen – 7:29
2. Phonetrik – 5:53
3. Kodiak – 5:41
4. Utsira – 5:27
5. Der Kran – 5:50
6. Hirta – 4:54
7. Stufen - Spitzbergen – 6:47
8. S.A.E. – 2:52
9. Your Weak Fire – 5:08
10. Tiefdruck-Hochdruck – 7:45